# Токар

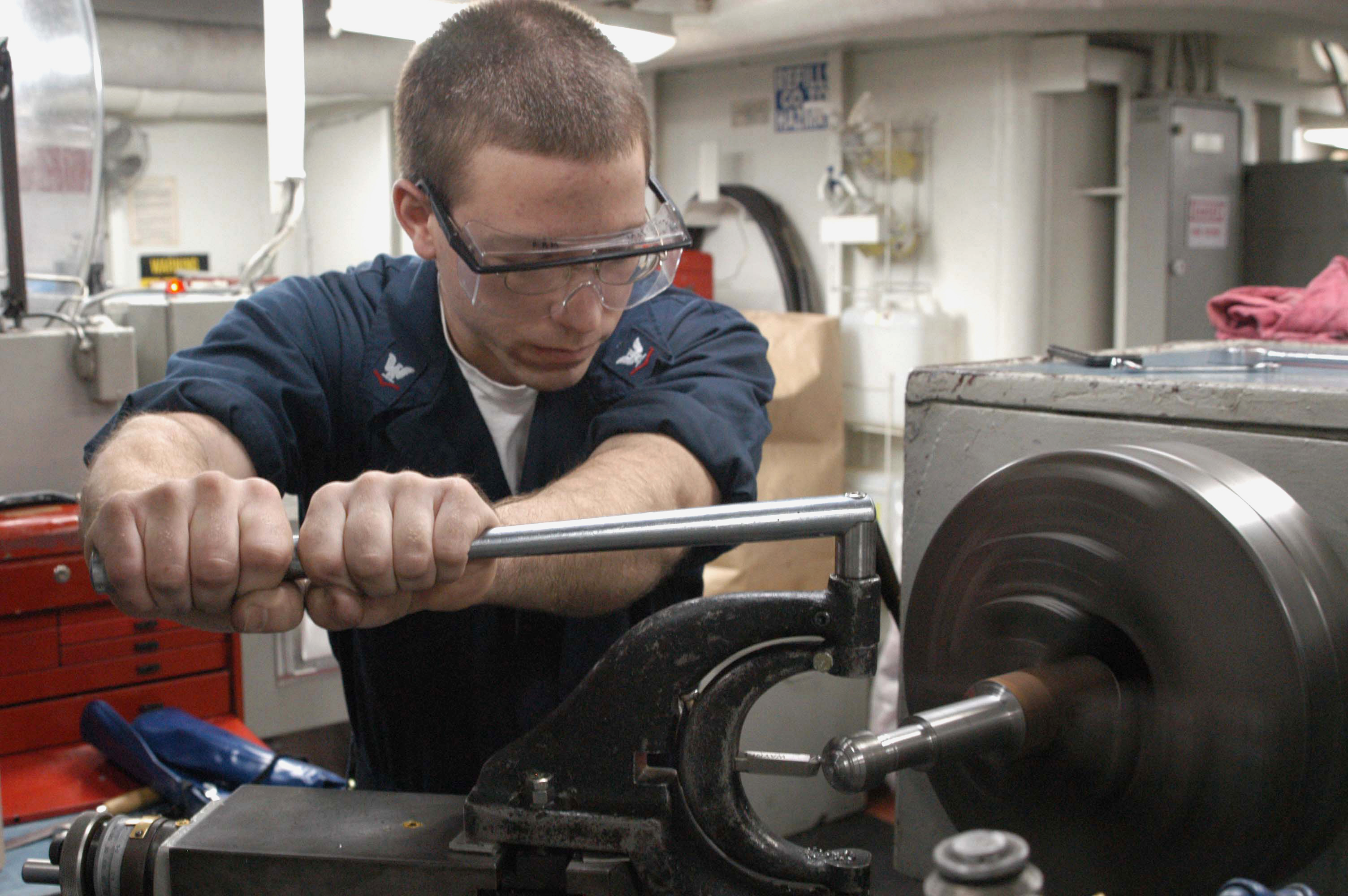
Токар за роботою

То́кар — робітник, фахівець, який обробляє різанням заготовки під час їхнього обертання для виготовлення тієї чи іншої деталі з дерева, металу, оргскла, пластмаси тощо.

## Історія
На початку XVIII століття у токарній справі відбулися докорінні перетворення: був створений механічний пристрій для різця — супорт. Важливе значення в історії токарної справи мало вдосконалення приводів. Спочатку верстат приводився у рух мускульними зусиллями людини чи свійських тварин. Згодом на зміну їм прийшла парова машина. З появою електричного струму токарний верстат став таким, яким ми звикли його бачити.
Сучасна токарна справа розвивається у тісному зв'язку з науково-технічним прогресом. З кожним роком впроваджуються у виробництво високоякісні різці з нових матеріалів і сплавів, удосконалюється їх конструкція і геометрія. Створюються нові автоматичні лінії, верстати з числовим і програмним управлінням (ЧПУ). Промислові роботи завершують комплексну автоматизацію, залишаючи людині функцію контролю й оперативного управління виробничим процесом.

## Виробнича характеристика
Токар керує складним верстатом, виготовляє деталі для різних машин і приладів. Основний зміст його роботи — обробка металу різанням, тобто послідовне зняття з заготовки шару металу за допомогою ріжучого інструменту. На токарному верстаті токар виконує операції з обробки та розточуванню різноманітних поверхонь, торцевих площин, а також нарізування різьблення, свердління, зенкування, калібрування. Основний інструмент токаря — це різці, за їх допомогою він може виточити деталі будь-якого розміру та конфігурації.
Для успішної роботи токарю необхідно знати геометрію, правила термообробки, систему допусків і посадок, будову, принцип дії і технологічні можливості верстатів, робочого обладнання, ріжучого (різець, плашка, мітчик) і контрольно-вимірювального інструменту. Вміти читати технологічні карти та креслення. Вміти користуватися довідниковими таблицями і робити розрахунки.
Токар визначає або уточнює швидкість і глибину різання, вибирає ріжучий інструмент з урахуванням властивостей матеріалу і конфігурацій різця, закріплює (виставляє) його, регулює процес обробки, забезпечує відповідність деталі розмірами, зазначеним на кресленні, задану чистоту і точність обробки, застосовує оснастку, вимірювальний інструмент, у тому числі складні прилади — індикатори, мікрометри.
Відповідно до цього розрізняють групи токарних спеціальностей:
- токар-універсал;
- токар-заточник;
- токар-карусельник;
- токар-револьверник;
- токар-розточувальник.

## Вимоги
Праця токаря належить до розряду фізичної праці середньої тяжкості. Токарями можуть працювати як жінки, так і чоловіки різного віку. Швидка реакція і відмінний зір обов'язкові такому фахівцю. Потрібна фізична витривалість — тільки за допомогою неї можна пропрацювати за токарним верстатом 6-8 годин.
Праця токаря, як правило, не пов'язана зі значними енерговитратами. Основні несприятливі фактори у його роботі:
1. шум, який виникає при обробці деталі;
2. напруження уваги і зору;
3. небезпека загального і зорового травматизму, пов'язана з механізмами, які рухаються, і утворенням металевої стружки;
4. наявність охолоджувальної і мастильної рідини, які забруднюють шкіру рук.

## Місце роботи та кар'єра
Професія токар має дуже широке коло застосування на підприємствах — комунальних, монтажних, будівельних, ремонтних та інше. Професія токаря має високий рівень затребуваності на ринку праці. Рівень заробітної плати багато в чому залежить від місця роботи, стажу та рівня професіоналізму. У міру зростання стажу роботи та рівня професіоналізму токар може підвищити свій розряд від 2-го до 6-го. Токар може перекваліфікуватися на представника споріднених професій: фрезерувальника, заточувальника, слюсаря, верстатника.